# Новосибирский завод химконцентратов
ПАО «Новосибирский завод химконцентратов» (сокращённое название — «НЗХК») — одно из предприятий российского ядерного топливного цикла, расположенное в Калининском районе города Новосибирска. Основной вид деятельности — выпуск ядерного топлива для энергетических и исследовательских реакторов. Одно из предприятий Корпорации «ТВЭЛ».

## История
Датой основания Новосибирского завода химконцентpатов является 25 сентября 1948 года, когда было принято Постановление Совета Министров СССР о строительстве в Новосибирске государственного завода по переработке уранового сырья. Главной задачей предприятия было производство тепловыделяющих элементов для первых советских промышленных реакторов. На заводе осуществлялся технологический цикл химической, металлургической и механической переработки урана от рудного сырья до готовых тепловыделяющих элементов. В состав НЗХК в то время входило четыре основных цеха уранового топливного цикла и опытно — промышленное производство. В 1950 году состоялся пуск в эксплуатацию опытного производства, а уже в 1951 году выпущена первая основная продукция завода. Проектная мощность производства урановых изделий была превышена в 1953 году.
В 1971 году за успешное выполнение плановых заданий и организацию производства новой техники Указом Президиума Верховного Совета СССР завод награждён орденом Ленина.
В 1958 году на предприятии было создано масштабное литиевое производство, представляющее собой технологический комплекс, способный перерабатывать исходное сырьё, получая максимально чистый литий и его соли, которые использовались во многих отраслях народного хозяйства. Именно это производство дало возможность заводу впоследствии впервые выйти на мировой рынок.
Накопленный опыт работы с делящимися материалами позволил предприятию на следующем этапе своего развития приступить к производству тепловыделяющих элементов и тепловыделяющих сборок для исследовательских реакторов на основе металлокерамической композиции ядерного топлива в виде тонкостенных трёхслойных труб. Эта продукция нашла применение во многих научно-исследовательских центрах атомной отрасли.
В 70-80-е годы XX века благодаря развитию отечественной и мировой ядерной энергетики была значительно расширена сфера деятельности завода в области производства топлива для атомных электростанций. Период семидесятых и первая половина восьмидесятых годов были этапом наиболее интенсивного развития советской атомной энергетики. В 1980 году на НЗХК было создано серийное производство тепловыделяющих элементов и ТВС для энергетических реакторов большой мощности, охлаждаемых водой под давлением. В его основу были заложены технические решения, позволяющие обеспечить выпуск крупных серий ядерного топлива. В 1982 году был принят в эксплуатацию пусковой комплекс зданий для крупномасштабного производства ТВС для энергетических реакторов АЭС. Первые тепловыделяющие сборки для реакторов типа ВВЭР-1000 были изготовлены на Новосибирском заводе химконцентратов в 1980 году, а в 1997 году была изготовлена первая партия кассет для реакторов типа ВВЭР-440. В первое время данное производство было преимущественно сборочным, но по мере своего развития приобретало всё более полный законченный цикл — от производства порошка для топливных таблеток и их изготовления, до выпуска основных комплектующих деталей ТВС.
В 1992 году предприятие было преобразовано в Акционерное общество открытого типа «Новосибирский завод химконцентратов» в соответствии с Законом Российской Федерации от 03.07.1991 № 1531-1 «О приватизации государственных и муниципальных предприятий в Российской Федерации» и Указом Президента Российской Федерации от 01.07.1992 № 721 «Об организационных мерах по преобразованию государственных предприятий в акционерные общества». Общество является правопреемником Производственного объединения «Новосибирский завод химконцентратов», созданного в соответствии с приказом Министерства среднего машиностроения СССР от 01.03.1988 № 150 (за исключением активов и пассивов, прав и обязанностей совхоза «Пашинский» Новосибирского сельского района).
В 1997 году в связи с требованиями законодательства было изменено наименование Общества на Открытое акционерное общество «Новосибирский завод химконцентратов».
В марте 2015 года в соответствии с требованиями законодательства изменено наименование Общества на Публичное акционерное общество «Новосибирский завод химконцентратов».

### Основные этапы развития предприятия
1948 год — Принято решение о строительстве завода в г. Новосибирске.
1951 год — освоен выпуск топлива для промышленных реакторов.
1958 год — создано производство литиевой продукции.
1962 год — освоено производство твэлов на основе обогащённого урана.
1974 год — освоен выпуск ТВС для исследовательских реакторов.
1979 год — создано производство ТВС для реакторов типа ВВЭР.
1992 год — проведена процедура акционирования, предприятие преобразовано в акционерное общество открытого типа.
1997 год — изготовлена первая партия кассет для реактора ВВЭР-440. На базе административных зданий комбината создан областной технопарк инновационного типа «Новосибирск» (до 2002).
2000 год — создано производство топливных таблеток.
2006 год — создано производство цеолитных катализаторов для нефтегазопереработки.
2010 год — введена в эксплуатацию линия по производству порошка диоксида урана методом восстановительного пирогидролиза гексафторида урана.
2012 год — разработана конструкция и технология изготовления мишеней для наработки 99Mo.
2014 год — изготовление пилотной партии ТВС-PWR для европейского реактора.
2015 год — предприятие принимает активное участие в проекте «Прорыв» по созданию инновационного реактора на быстрых нейтронах.
2016 год — осуществлена поставка первой коммерческой партии пластинчатого низкообогащённого топлива для западноевропейского исследовательского реактора.
2017 год — Произведена первая серийная партия тепловыделяющих сборок низкого обогащения «МР» для польского исследовательского реактора «Мария».
2018 год — изготовлена партия ТВС-2М с антидебризным фильтром второго поколения АДФ-2, антидебризный фильтр нового поколения разработан в рамках международного проекта «Нулевой отказ ядерного топлива».
2020 год — ПАО «НЗХК» перешло на единый бренд Росатома. Сохраняя историческое название и собственную идентичность, предприятие, как и другие организации российской атомной отрасли, получило унифицированный логотип, в основе которого — товарный знак Госкорпорации «Росатом».
2021 год — введена в строй первая очередь участка комплексной переработки производственных отходов. Принято и введено в эксплуатацию оборудование очистки и переработки производственных стоков основных цехов ПАО «НЗХК».

## Основные виды продукции
- Производство ТВС для АЭС

На предприятии отлажен полный технологический цикл изготовления ТВС, который включает в себя изготовление порошка диоксида урана и топливных таблеток, снаряжение и герметизацию твэлов, изготовление комплектующих и сборочное производство самих ТВС.
- Производство ТВС для исследовательских реакторов

Производимое НЗХК ядерное топливо для исследовательских реакторов обеспечивает решение целого ряда фундаментальных и прикладных научно-технических проблем и эксплуатируется в реакторах российской и западных конструкций крупнейших академических и научных центров России, ряда стран Европы, Центральной Азии и Ближнего Востока.
- Производство топливных таблеток

НЗХК изготавливает топливные таблетки для твэлов типа ВВЭР, РБМК и PWR. Сегодня НЗХК производит 600 тонн (по урану) топливных таблеток в год.
- Производство лития и его соединений

НЗХК — единственный в стране производитель металлического лития высокой чистоты и соединений на его основе, а также лития хлористого гранулированного и крупнейший из двух мировых производителей Лития-7.
- Производство цеолитной продукции

НЗХК — крупный российский производитель цеолитной продукции для нефтехимии и нефтепереработки, которая поставляется потребителям Российской Федерации, стран Восточной Европы, Ближнего Востока, Вьетнама, Индонезии и Швеции.

## Руководители
| Года           | Руководитель                  |
| -------------- | ----------------------------- |
| с 1948 по 1951 | Александр Михайлович Михайлов |
| с 1951 по 1956 | Анатолий Назарович Каллистов  |
| с 1956 по 1975 | Павел Семенович Власов        |
| с 1975 по 1988 | Эрик Николаевич Свечников     |
| с 1988 по 1992 | Виктор Фёдорович Кириндас     |
| с 1992 по 1996 | Александр Иванович Белосохов  |
| с 1996 по 2002 | Владимир Леонидович Афанасьев |
| с 2002 по 2005 | Юрий Владимирович Забелин     |
| с 2005 по 2009 | Владимир Петрович Разин       |
| с 2009 по 2012 | Владимир Владимирович Рожков  |
| с 2012 по 2014 | Константин Юрьевич Вергазов   |
| с 2014 по 2016 | Юрий Константинович Гернер    |
| с 2016 по 2017 | Михаил Григорьевич Зарубин    |
| с 2017 по н.в. | Алексей Владимирович Жиганин  |